# Паулет, Джордж
Сэр Джордж Паулет (англ. Sir George Paulet; 1553—1608) — английский военный, администратор и губернатор Дерри, который был убит сторонниками сэра Кахира О’Доэрти во время восстания О’Доэрти. После его смерти город Дерри был сожжён повстанцами дотла. Джордж Паулет был посвящён в рыцари в 1607 году.

## Ранняя жизнь
Сын сэра Джорджа Паулета (? — 1558) из Крондалла, графство Хэмпшир, брата Уильяма Паулета, 1-го маркиза Винчестера, и его третьей жены Элизабет, дочери Уильяма Виндзора, 2-го барона Виндзора. Получил образование в Итонском колледже в 1564—1572 годах и в Королевском колледже в Кембридже в 1572—1575 годах.

## Ранняя карьера
Современники называют Джорджа Паулета джентльменом из графства Хэмпшир. В письмах короля от 20 и 23 июля 1606 года, указывающих на его назначение губернатором Дерри, говорится о его службе в войнах.
Джордж Паулет начал в Дерри с покупки земли у констебля сэра Генри Доквры, который построил там город более чем через тридцать лет после разрушения поселения Рэндольфа. Генри Доквра навлек на себя враждебность Чарльза Блаунта, 8-го барона Маунтжоя (ставшего графом Девоншира), лорда-наместника Ирландии, поддержав Доннелла Баллаха О’Кахана, сэра Кахира О’Доэрти и Нила Гарва О’Доннела, с которыми, по его мнению, жестоко обращались. Английский король Яков I Стюарт согласился с политикой графа Девоншира в Ирландии относительно желательности управления Ольстером через Хью О’Нила, 2-го графа Тирона, и Рори О’Доннела, 1-го графа Тирконнелла, без особого уважения к младшим ирландским вождям. Граф Девоншир умер 3 апреля 1606 года, но он предварительно одобрил продажу имущества Генри Доквры Джорджу Паулету, которого хорошо знал. Поэтому Доквра продал ему свой дом, землю, которую он купил, по низкой цене. Вице-проректорство Дерри также было ему было введено без дополнительной платы.
Новый губернатор был назначен в Дерри в начале зимы 1606 года, и 20 февраля после того, как сэр Артур Чичестер, новый лорд-наместник Ирландии, сообщил Роберту Сесилу, 1-му графу Солсбери, что он не подходит на этот пост, и что с момента его прибытия было много разногласий. Джордж Паулет поссорился с Джорджем Монтгомери, новым епископом Дерри, из-за земельных претензий. Графы Тирон и Тирконнелл бежали из Ирландии в начале сентября 1607 года (Бегство графов). Донелл Баллах О’Кахан, который правил большей частью территории нынешнего графства Лондондерри, и Кахир О’Доэрти, вождь Инишоуэна в графстве Донегол, попали под некоторое подозрение. Генри Доквра пытался отделить этих вождей от графов, но у Джорджа Паулета были свои соображения, как с ними обращаться.
Кахир О’Доэрти отправил на остров Тори несколько вооруженных людей, но это, по-видимому, было сделано с согласия немногих жителей. Сэр Ричард Хэнсард, командовавший колонизацией Ольстера в Лиффорде в Донеголе, рассказывает, что Кахир О’Доэрти покинул замок Берт в Лох-Суилли, в конце октября, чтобы руководить рубкой леса для строительства. Но это дало повод к сообщению, что поднял восстание. Затем он начал вооружать около семидесяти последователей, отказываясь от всех рекрутов из-за пределов своего округа. Джордж Паулет предпринял безуспешную попытку захватить замок Берт в отсутствие шефа и доложил обо всем Артуру Чичестеру. Кахир О’Доэрти обратился к нему в сдержанном письме, Паулет тогда (ложно) решительно отрицал, что когда-либо намеревался застать замок Берт врасплох, и обвинил О’Доэрти в измене. О’Доэрти отправился в Дублин в начале декабря и извинился перед лордом-наместником Артуром Чичестером, который принял их, но без особой уверенности. 18 апреля Тайный совет приказал полностью вернуть О’Доэрти на те земли его предков, которые все еще удерживались, но это распоряжение не дошло до ирландского правительства до тех пор, пока он действительно не поднял мятеж.

## Восстание О’Доэрти
В «Анналах четырёх мастеров» говорится, что Джордж Паулет ударил Кахира О’Доэрти. Существует больше оснований полагать, что губернатор Дерри Паулет спровоцировал О’Догерти на мятеж своими оскорблениями. Неосторожность Джорджа Паулета навлекла на него нападение, хотя лорд-наместник Артур Чичестер неоднократно предупреждал его, чтобы он был настороже. В ночь на понедельник, 18 апреля 1608 года, О’Доэерти во главе менее чем ста человек хитростью захватил аванпост в Калморе и внезапной атакой захватил город Дерри за час до рассвета. Джордж Паулет был убит приемным отцом О’Доэрти Фелимом Рейгом Макдэвитом, а город был разграблен и сожжен. Сэр Джозиас Бодли не будучи, однако, очевидцем, сообщил, что Паулет погиб, храбро сражаясь, но английское правительство говорило о его трусости. Джордж Паулет был предупрежден сэром Ричардом Хансардом, который руководил обороной Лиффорда, осажденного мятежниками.
Несмотря на ранний успех в Дерри, восстание О’Доэрти было подавлено быстрым ответом Дублинского правительства. Был послан карательный отряд, который восстановил руины Дерри, разгромил и убил Кахира О’Доэрти в битве при Килмакренане.

## Брак и дети
Полетт женился на Джоан Кайм, дочери Ричарда Кайма из Льюиса, Суссекс, и Марджери Хамфри. У них были сын и дочь.
- Фрэнсис Полетт, замужем за Ричардом Маскаллом из Саут-Маллинга, Суссекс.

Его жена Джоан была с ним в Дерри, и трактат Newes from Ireland concerning the late treacherous Action (Лондон, 1608), говорит, что у него там же были дети. Леди Джоан Паулет недолго пробыла в заключении у Кахира О’Доэрти, но смерть мужа оставила ее в нищете, которая отчасти была избавлена от конфискации имущества графа Тирона. Джоан была жива в 1617 году.